# Danne (watergang)

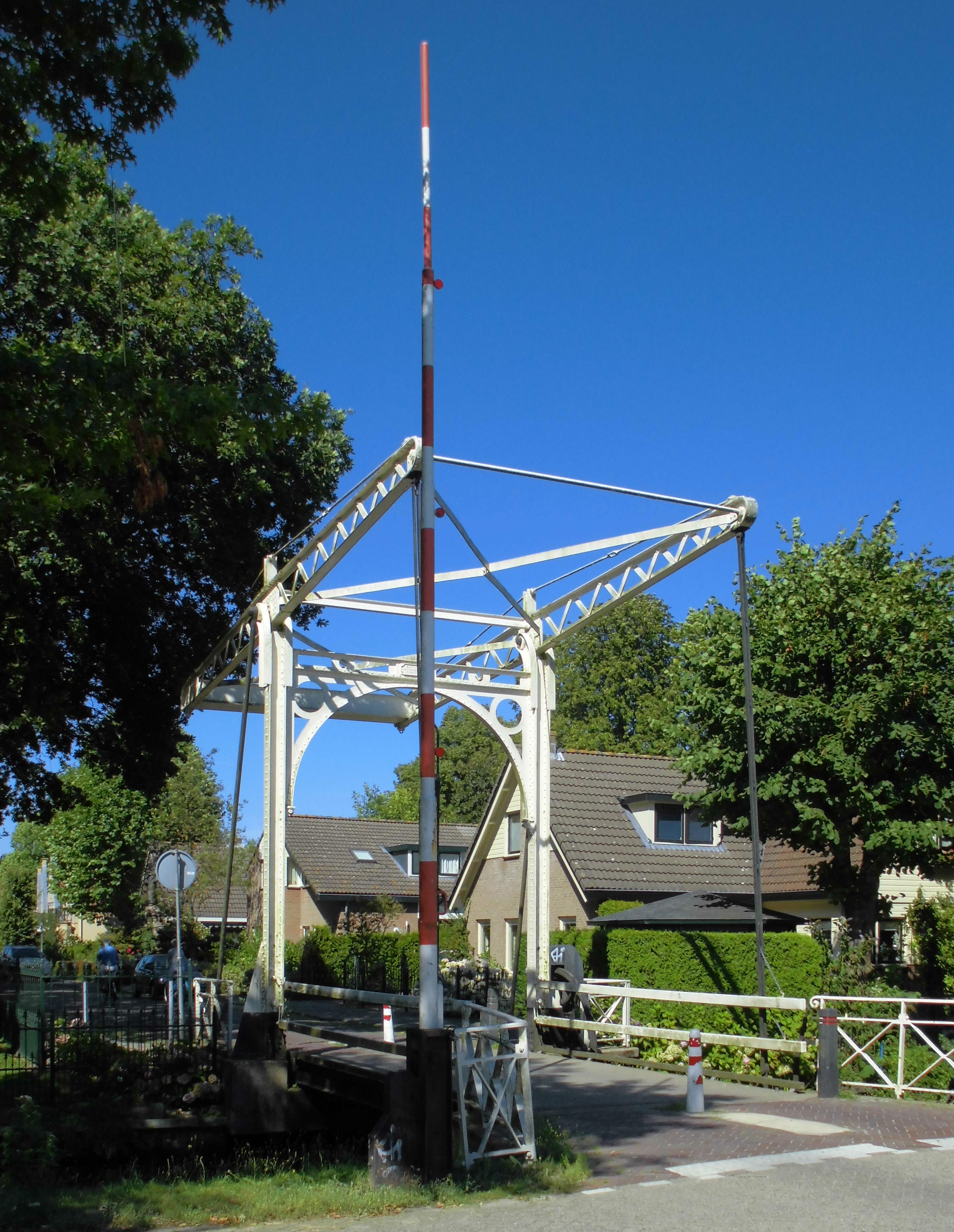
Monumentale brug over de Danne ter hoogte van de Marijkestraat.

De Danne is in de Nederlandse gemeente Stichtse Vecht de naam voor een deel van de watergang die vanaf de rivier de Vecht doorloopt in de Aa.
De Danne loopt ter hoogte van het centrum van het dorp Breukelen vanaf de Vecht westwaarts richting het Amsterdam-Rijnkanaal. Voorbij dit kanaal krijgt de Aa zijn naam. De Dannebrug in het centrum van Breukelen overspant de Danne. Namen en watergangen die verder met de Danne verband houden zijn onder andere de Dannegracht en Kerkgracht/-vaart.
De splitsing van de rivier de Vecht met de Danne speelt een belangrijke rol in de geschiedenis van Breukelen. Oorspronkelijk was de Danne een riviertje dat deel uitmaakte van de westelijk arm van de Vecht. Sinds het eind van de 19e eeuw wordt het doorkruist door het kanaal. Vandaag de dag is de Danne alleen bevaarbaar voor kleine vaartuigen waarbij de diepgang beperkt is.

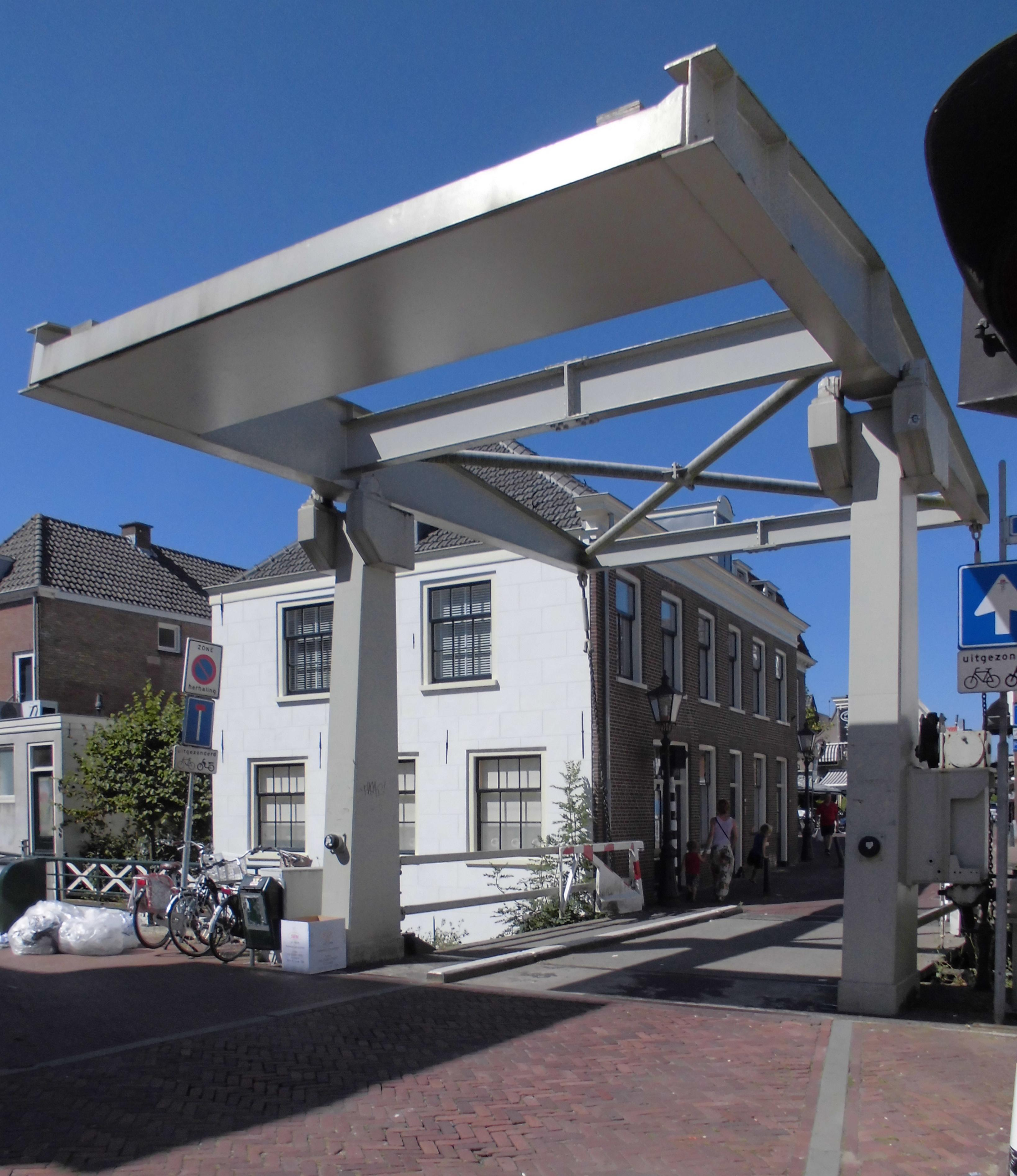
Brug over de Danne ter hoogte van de Dannestraat.